# Naturschutzgebiet Kirchheller Heide
Koordinaten: 51° 34′ 21″ N, 6° 52′ 20″ O
Das Naturschutzgebiet Kirchheller Heide liegt auf dem Gebiet der kreisfreien Stadt Bottrop in Nordrhein-Westfalen. 

## Beschreibung
Das aus drei Teilflächen bestehende Gebiet erstreckt sich nordwestlich der Kernstadt von Bottrop und westlich und südwestlich des Bottroper Stadtteils Kirchhellen-Mitte im Stadtbezirk Kirchhellen. 
Nördlich des Gebietes verläuft die Landesstraße L 462, am östlichen Rand die L 621 und westlich die L 397. Nördlich  liegt der Flugplatz Dinslaken/Schwarze Heide. 
Östlich erstreckt sich das etwa 54,3 ha große Naturschutzgebiet (NSG) Heidesee (BOT-004), südöstlich das etwa 61,0 ha große NSG Grafenmühle im Ortsteil Kirchhellen (BOT-003), westlich – auf dem Gebiet der kreisfreien Stadt Oberhausen – das etwa 409,5 ha große NSG Hiesfelder Wald (OB-001), westlich und nördlich das etwa 171,6 ha große NSG Kirchheller Heide und Hilsfelder Wald (BOT-001) und nördlich – auf dem Gebiet der Stadt Dinslaken im Kreis Wesel – das etwa 216,4 ha große NSG Kirchheller Heide, Schwarzbach (WES-057).

## Bedeutung
Das etwa 413,5 ha große Gebiet wurde im Jahr 2015 unter der Schlüsselnummer BOT-007 unter Naturschutz gestellt. Schutzziele sind 
- die Erhaltung eines naturnahen Baches mit begleitendem Erlen-Bruchwald,
- die Erhaltung und naturnahe Entwicklung eines großflächigen, strukturreichen Waldgebietes am Ostrand der Niederrheinischen Sandplatten, insbesondere als ökologische Verbund- und Arrondierungsfläche zu den angrenzenden FFH-Gebieten sowie
- der Erhalt und die Optimierung eines naturnahen Bachabschnittes mit begleitendem Erlenwald, Großseggenried und Schilfröhricht sowie extensive Grünlandbewirtschaftung in einer Feuchtbrache.[3]